# Nikšić
Nikšić (cyr. Никшић) – miasto w Czarnogórze, siedziba gminy Nikšić. W 2011 roku liczyło 56 970 mieszkańców.
Jest drugim pod względem ludności miastem kraju. Położone około 50 km na północ od stolicy kraju Podgoricy. Słynie z przemysłu drzewnego i jednej z najbardziej znanych na obszarze byłej Jugosławii marki piwa o nazwie Nikšićko Pivo. Pobliski monaster Ostrog stanowi jedno z najświętszych miejsc Serbskiej Cerkwi Prawosławnej.
W mieście znajduje się też Wydział Humanistyczny Uniwersytetu Czarnogóry.
W mieście rozwinął się przemysł drzewny, metalowy oraz spożywczy.
W mieście jest stacja kolejowa Nikšić.

## Ludzie związani z Nikšiciem
- Andrija Delibašić, czarnogórski piłkarz
- Bojan Dubljević, czarnogórski koszykarz
- Milo Đukanović, czterokrotnie premier Czarnogóry oraz prezydent Czarnogóry w latach 1998–2002 i 2018–2023
- Zdravko Krivokapić, czarnogórski polityk
- Sonja Milatović, czarnogórski poetka i polityczka
- Željko Petrović, czarnogórski trener piłkarski
- Silvija Popović,  serbska siatkarka
- Zdravko Radulović, czarnogórski koszykarz
- Željko Šturanović, czarnogórski polityk
- Mirko Vučinić, czarnogórski piłkarz
- Filip Vujanović, w latach 1998–2002 premier Czarnogóry oraz prezydent Czarnogóry w latach 2003–2018

## Sport
- FK Sutjeska Nikšić
- FK Čelik Nikšić